# Monumento al generale Manfredo Fanti
Il monumento al generale Manfredo Fanti è una statua di Pio Fedi (1873), situata a Firenze al centro di piazza San Marco.

## Storia
Il monumento rende omaggio al generale e politico Manfredo Fanti e fu realizzato grazie a una raccolta di fondi che, sicuramente già avviata nel 1866 a un anno dalla scomparsa del personaggio (ma già annunciata da alcuni articoli su "La Nazione" del 1865 e dalla "Gazzetta Ufficiale del Regno d'Italia" nel 1866), coinvolse tutti i comandi militari del Regno e il Comune di Firenze, dove il Fanti era morto. 

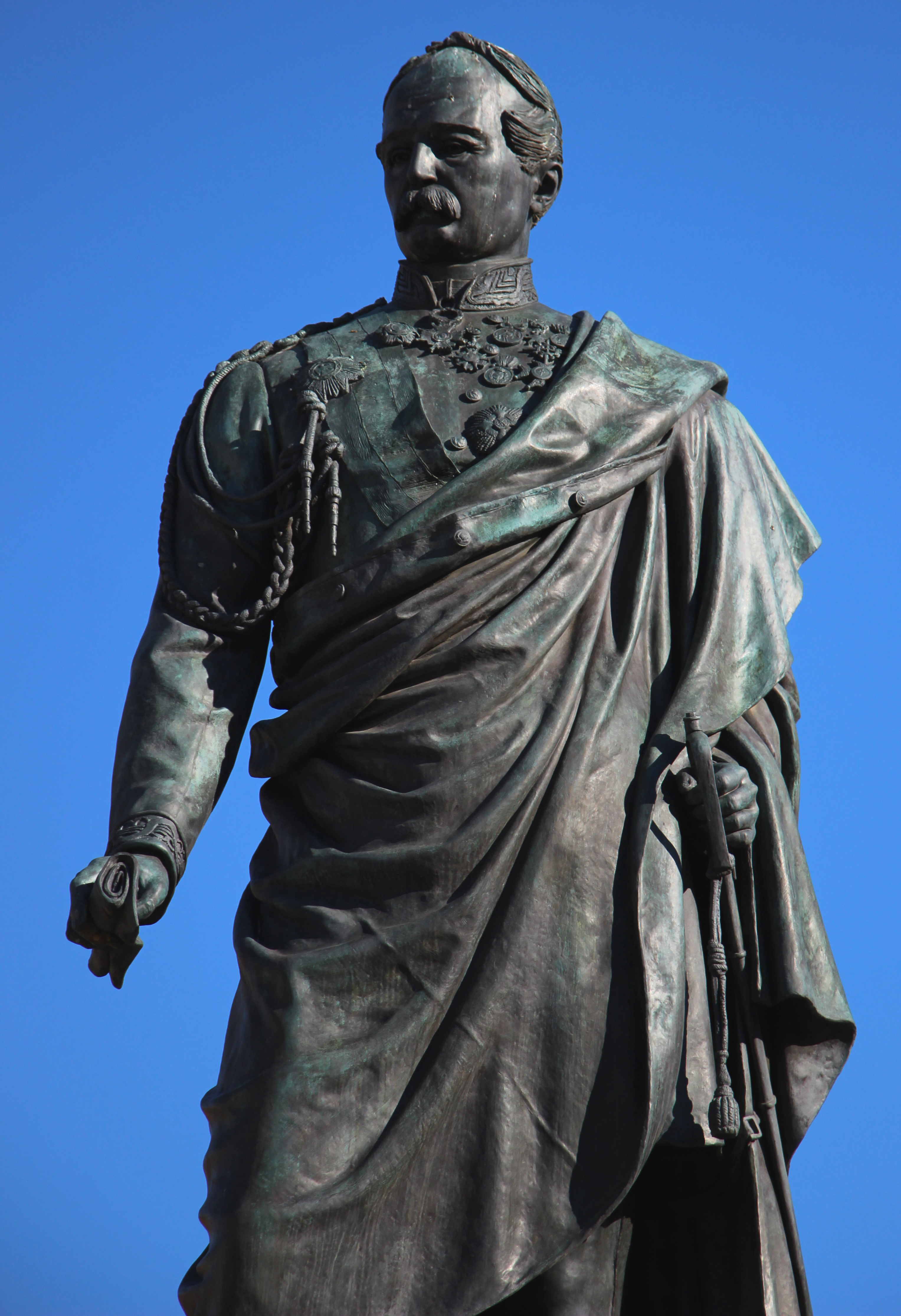
La statua

L'opera (dopo un travagliato lavoro della commissione incaricata di individuare l'artista a cui affidare l'impresa) fu commissionata allo scultore Pio Fedi che la modellò nel 1869, quindi fu fusa nel 1872 da Clemente Papi (così l'iscrizione su uno dei bassorilievi del basamento). 
Il monumento fu quindi eretto al centro del giardino di piazza di San Marco (definito da pochi anni, con aiuole segnate da palme nane e privo di alberature, di modo che la statua originariamente svettava e appariva del tutto libera da ostacoli visivi), collaudato dall'ingegnere comunale Luigi Del Sarto il 21 marzo 1872 e inaugurato il 1 aprile del 1872, nel corso di una solenne cerimonia, presenti le massime autorità civili e militari. 
Il monumento fu collocato dinanzi all'ex convento di Santa Caterina (poi divenuto palazzo del Comando Militare per il Territorio dell'Esercito), edificio che, durante il periodo di Firenze Capitale, era sede del ministero della guerra; Fanti aveva infatti ricoperto, nel governo Cavour, l'incarico di ministro della guerra. 
I fiorentini non mancarono di notare la ristrettezza del piano d'appoggio del piedistallo e coniarono un sonetto satirico dove il venerando generale, dopo tanto faticare, si lamentava del piedistallo troppo stretto. Venne fatta anche un'altra sagace osservazione, confrontando la statua con quella del Ratto di Polissena, sempre del Fedi, sotto la Loggia dei Lanzi. In questo gruppo marmoreo Pirro ha infatti l'elmo, per questo venne composto un ritornello:
lei, generale, piglierà un malanno;

per evitare un raffreddor di testa

guardi se Pirro un po' l'elmo le presta.

E lei, per far le cose da cristiano,

gli presti un pezzettin del suo pastrano.»
Decisamente compromesso da polveri, guano di piccione e croste nere, il monumento fu restaurato nel 2000 su progetto di Carlo Francini e direzione dei lavori dello stesso e dell'architetto Claudio Cestelli (ditte esecutrici Stefania Agnoletti, Annalena Brini e Maria Ludovica Nicolai per la parte bronzea, Daniela Valentini per la parte lapidea).

## Descrizione

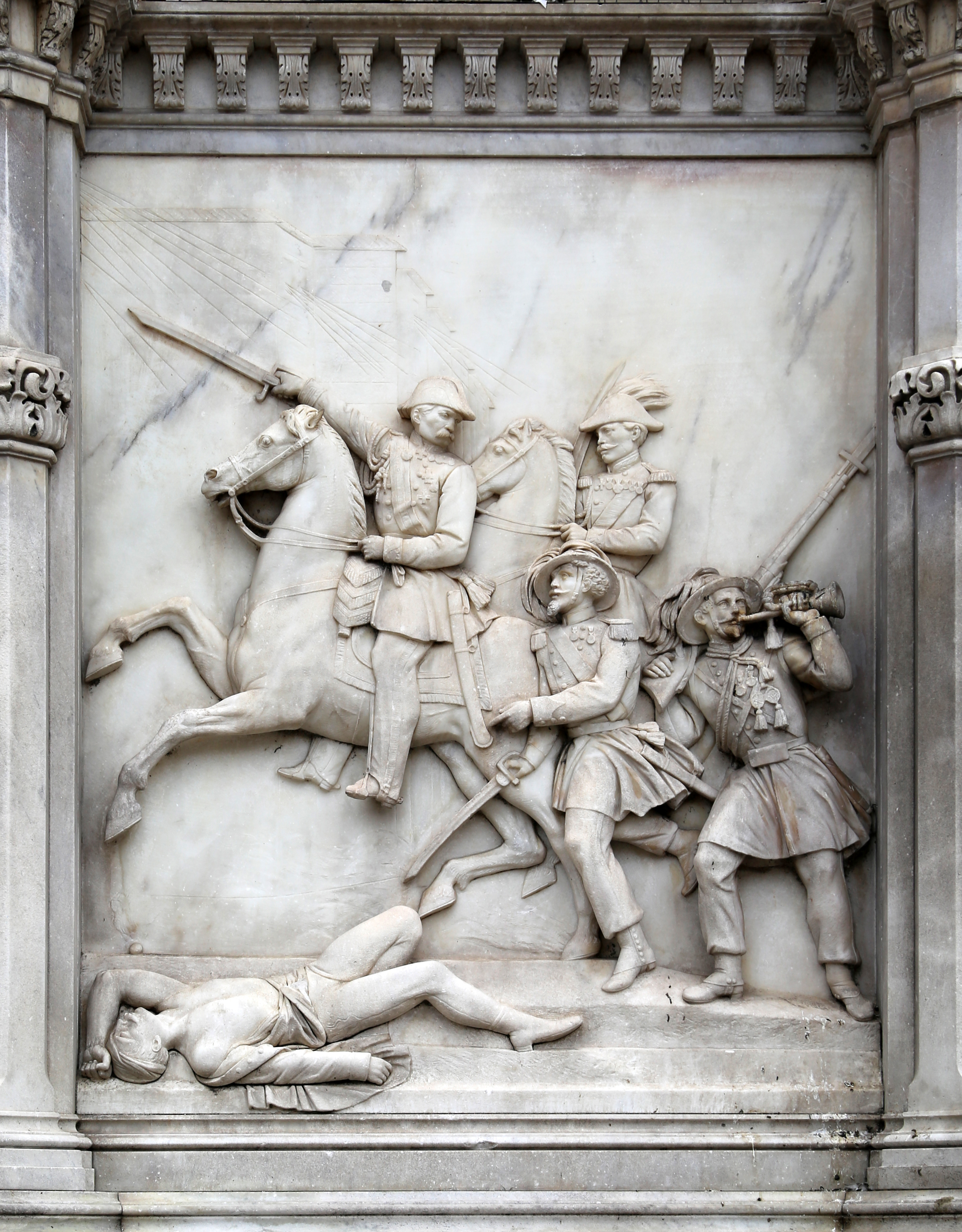
La Battaglia di San Martino

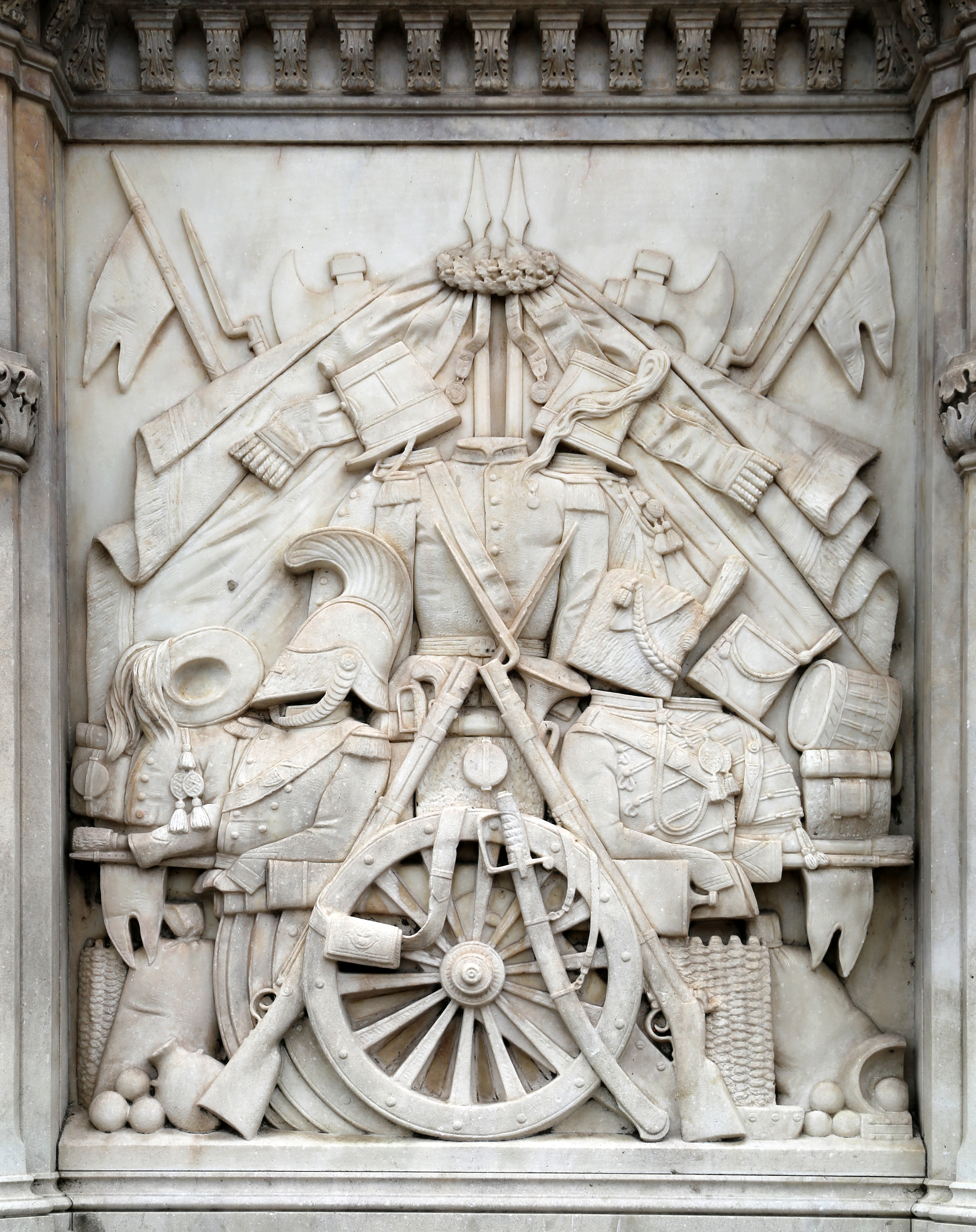
Trofeo d'armi

Il generale è raffigurato in piedi, a capo scoperto, con l'uniforme in buona parte celata al di sotto di un ampio mantello, mentre regge con la sinistra la spada e con la destra un rotolo, simboleggiante il regolamento dell'esercito italiano da lui redatto. 
Il complesso piedistallo presenta forme gotiche, ed è realizzato in marmo bianco statuario di Seravezza, bianco venato e marmo verde di Prato. Qui sono, sugli angoli, quattro ulteriori fusioni in bronzo raffiguranti la Strategia, la Tattica, la Politica e l'Arte delle fortificazioni (la cui identificazione è tuttavia incerta come già si rileva nella letteratura del tempo, dato che mai furono inserite le iscrizioni con motti che dovevano contrassegnare le singole figure tramite libri aperti posti agli angoli del prisma), tutte di altissima qualità. La loro fonte di ispirazione è la bronzistica rinascimentale, come le Virtù di Donatello nel fonte battesimale del battistero di Siena.

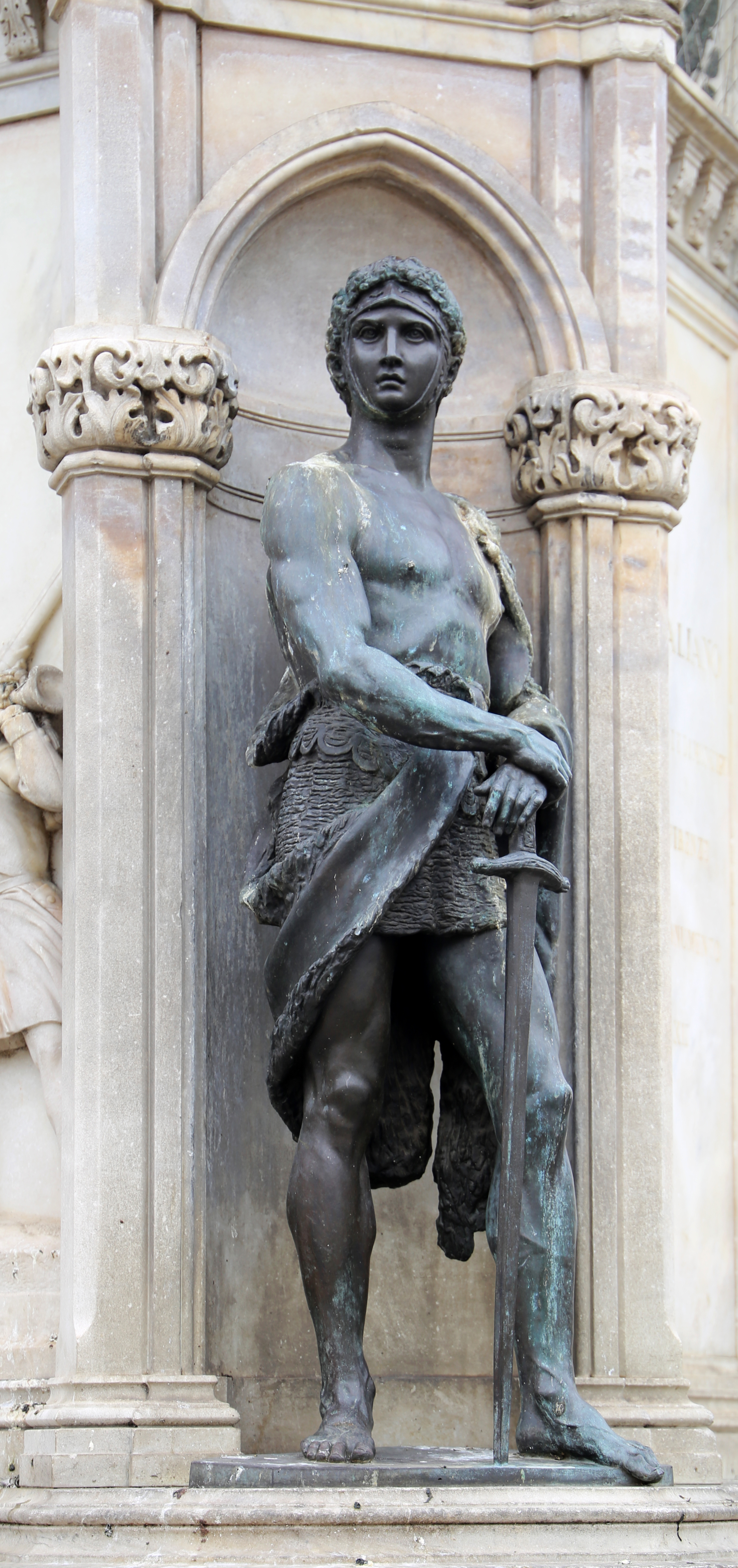
Strategia (?)
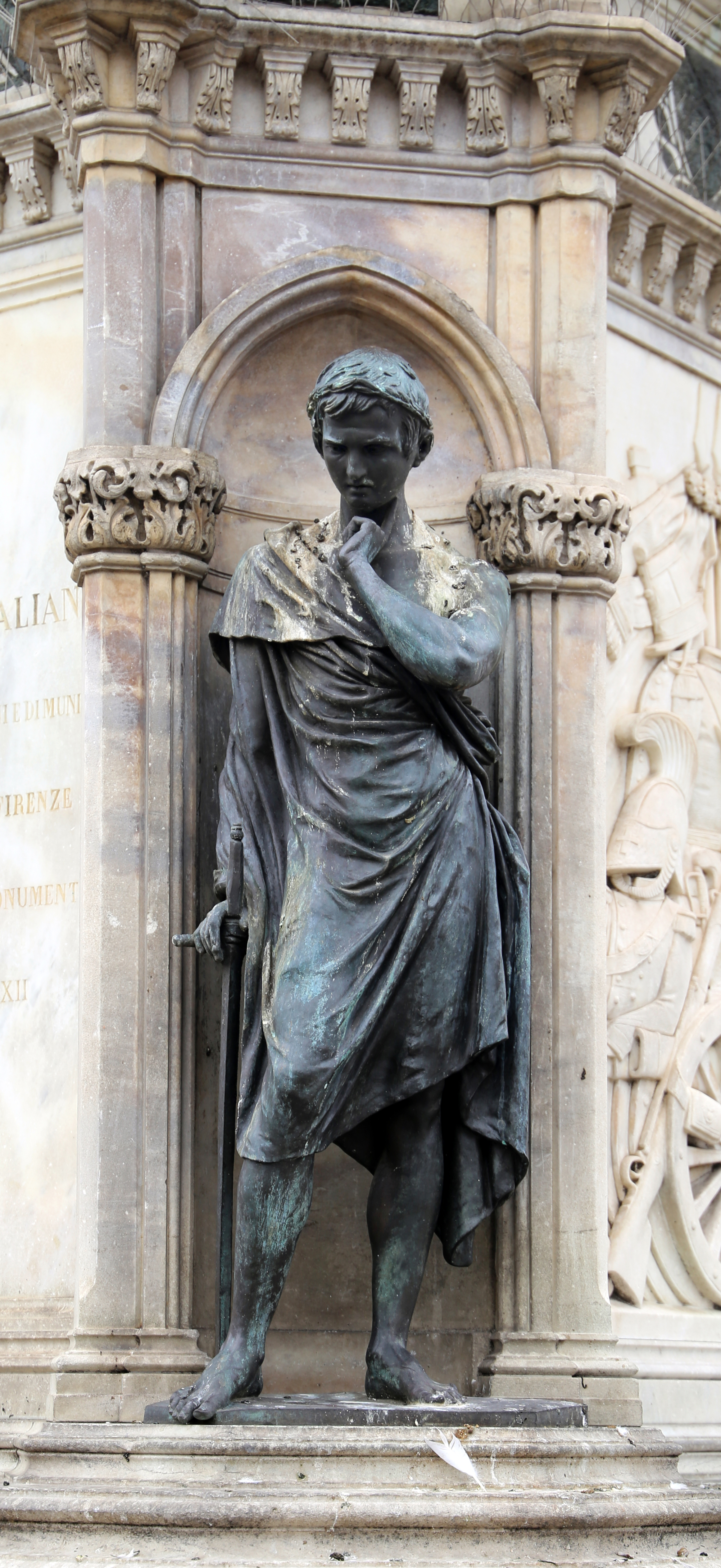
Tattica (?)
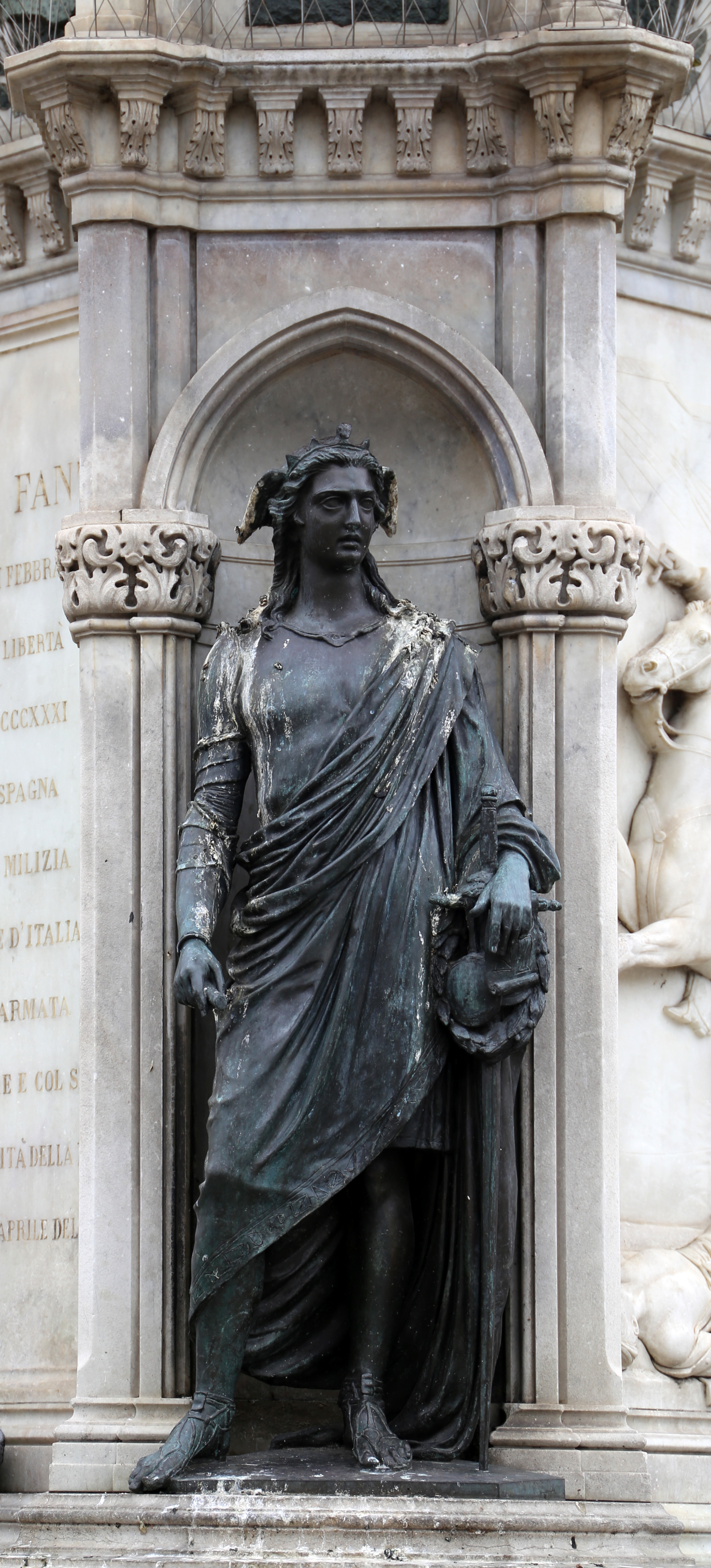
Politica (?)
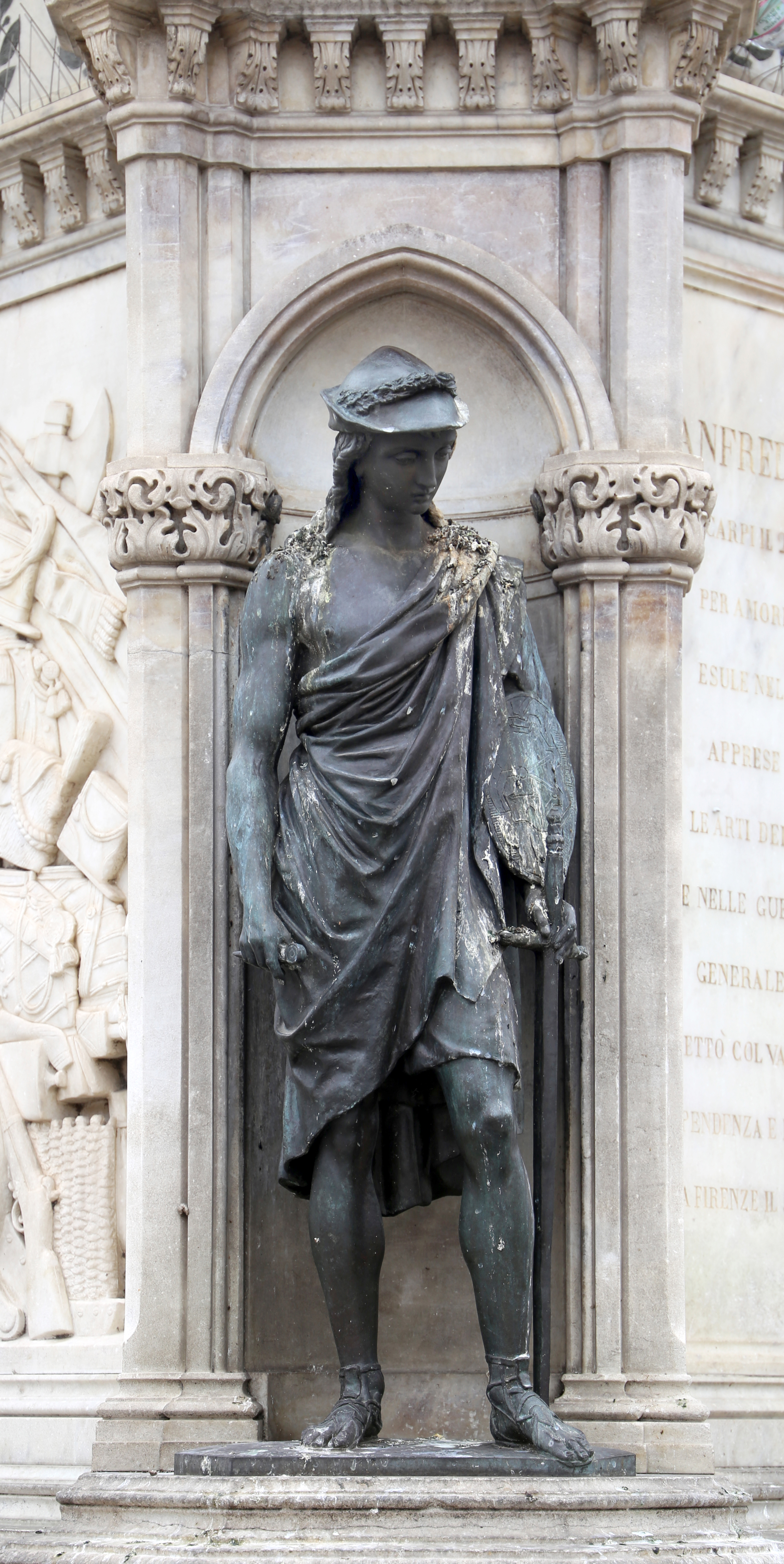
Arte delle fortificazioni (?)

Ai lati sono due bassorilievi, il primo dei quali raffigurante l'Assalto al ridotto tra San Martino e Pozzolengo nella battaglia di Solferino e San Martino del 24 giugno 1859, dove, appunto, con il grado di luogotenente generale e comandante della 2ª Divisione, Manfredo Fanti si era distinto (è tuttavia da notare come nell'articolo de "La Nazione" relativo all'inaugurazione del monumento la scena sia identificata con La battaglia di Confienza del 30 maggio 1859). Nell'altro è una panoplia celebrante le armi dell'esercito italiano. 
Le ulteriori due specchiature presentano iscrizioni, l'una a ricordare il personaggio, l'altra la realizzazione dell'opera. Il programma decorativo si completava con una serie di scudi in marmo verde sui quali erano le insegne delle città di Firenze, Torino, Perugia, Ancona, Modena e Carpi (quest'ultima città natale del generale), tutte riconducibili a episodi legati in un qualche modo alla carriera di Manfredo Fanti, ma che oramai risultano del tutto illeggibili per la consunzione della pietra, fatta eccezione dello stemma di Perugia del quale è ancora visibile il grifo.
| MANFREDO FANTI NATO A CARPI IL 25 DI FEBBRAIO 1806 PER AMORE DI LIBERTÀ ESULE NEL MDCCCXXXI APPRESE IN SPAGNA LE ARTI DELLA MILIZIA E NELLE GUERRE D'ITALIA GENERALE D'ARMATA AFFRETTÒ COL VALORE E COL SENNO L'INDIPENDENZA E L'UNITÀ DELLA PATRIA MORÌ A FIRENZE IL 5 DI APRILE DEL 1865 |
| L'ESERCITO ITALIANO COL CONCORSO DI CITTADINI E DI MUNICIPI PRIMO QUELLO DI FIRENZE GLI FECE QUESTO MONUMENTO NEL MDCCCLXXII |